# Brigitte Ringeling
Brigitte Ringeling (* 1. September 1921 in Rostock; † 11. Februar 1994 in Bad Doberan) war eine deutsche Keramikerin.

## Leben und Werk
Brigitte Ringeling war die Tochter des Pädagogen und Schriftstellers Gerhard Ringeling. Sie absolvierte in Bad Doberan das Gymnasium, studierte 1941 ein Semester in Berlin an der Textil- und Modeschule der Reichshauptstadt, einer Meisterschule, und von 1942 bis 1944 Keramik an der Staatlichen Akademie der Bildenden Künste Stuttgart. Dort war einer ihrer Lehrer Hermann Gretsch. Bis 1945 arbeitete sie als Geschirrdreherin in Kröpelin und 1946 in Töpferwerkstätten in Schwerin, Stralsund und Greifswald und bei Irmfried Liebscher in Kröpelin, bei dem sie die Gesellenprüfung ablegte. 1951 begann sie in Bad Doberan mit dem Aufbau ihrer eigenen Werkstatt für Scheibentöpferei, in der sie ab 1952 freiberuflich arbeitete. 1954 erwarb sie den Meistertitel. Sie wurde in den Verband Bildender Künstler der DDR aufgenommen, dem sie bis 1990 angehörte, und erhielt den renommierten Titel Anerkannte Kunsthandwerkerin. Sie schuf vor allem Gefäßkeramik mit künstlerischem Dekor, bei dem sie sich von Motiven aus der mecklenburgischen Volkskunst und Volkskunde anregen ließ. Ihre Arbeiten wurden im In- und Ausland ausgestellt und sie nahm u. a. an Kunsthandwerksmessen in Leipzig und 1981 am Internationalen Keramiksymposium Römhild teil.

## Werke (Auswahl)
- Vase mit Dekor Kreiserntefest 1969 (um 1971)
- Vase mit Dekor Bad Doberan früher und heute (um 1971)

## Ausstellungen (unvollständig)

### Einzelausstellungen
- 1975, 1979 und 1980: Berlin, Studio-Galerie

### Teilnahme an zentralen und wichtigen regionalen Ausstellungen in der Zeit der DDR
- 1954: Peking, Shanghai und Moskau („Angewandte Kunst der DDR“)
- 1955: Hamburg („Volkskunst – Gebrauchsgut“)
- 1956 und 1957: München (Internationale Handwerksmesse)
- 1963: Berlin, Pavillon der Kunst („Kunsthandwerk der DDR“)
- 1967 bis 1978: Dresden, VI. Deutsche Kunstausstellung und VII. und VIII. Kunstausstellung der DDR
- 1972: Damaskus („Kunsthandwerk der DDR“)
- 1972: Rostock („Kunsthandwerk der Nordbezirke“)
- 1972, 1974 und 1979: Rostock, Bezirkskunstausstellungen
- 1977: Magdeburg, Museum Kloster Unser Lieben Frauen, und Riga („Keramik in der DDR“)

### Postum
- 2002: Bad Doberan, Roter Pavillon (mit Rudolf Bartels)